# イリニ (ギリシャ王女)
イリニ・ティス・エラザス・ケ・ザニアス（ギリシャ語：Ειρήνη της Ελλάδας και Δανίας, 1942年5月11日 - ）は、ギリシャ王パウロス1世とその妃フリデリキ（フリーデリケ・フォン・ハノーファー）の末娘。スペイン王フアン・カルロス1世の妃ソフィア、最後のギリシャ王コンスタンティノス2世の妹。「ギリシャ王女およびデンマーク王女」の称号を有する。

## 略歴
イリニは1942年5月11日に南アフリカのケープタウンで生まれた。ピアニストのジーナ・バッカウアーの弟子であり、一時期はプロのコンサート・ピアニストだったこともある。また1965年に兄コンスタンティノス2世の長女アレクシアが生まれるまで、ギリシャ王位の推定相続人であった。 
イリニはオルレアニストのフランス王位請求者パリ伯アンリの三男エヴルー伯ミシェルと交際していたが、ミシェルは1967年11月17日に彼の父の承認を得ずにモロッコのカサブランカでフランス貴族のベアトリス・パスキエ・ド・フランリューと結婚した。イリニはその後も結婚することはなかった。 
1967年末にクーデターによって兄コンスタンティノス2世達の王室が亡命を余儀なくされると、イリニは母フリデリキ王太后とともにインドに亡命した。1981年に母が死んだ後は、姉ソフィアが王妃となっていたスペインに移住し、フアン・カルロス1世とソフィア夫妻が住むマドリードのサルスエラ宮殿の一角を住居として与えられている。 
イリニは「world in harmony」という組織の設立者兼代表である。 
2018年3月16日、スペイン国籍を取得しギリシャ国籍を放棄した。

## 系譜
| イリニ | 父: パウロス1世 (ギリシャ王)  | 祖父: コンスタンティノス1世 (ギリシャ王)              | 曾祖父: ゲオルギオス1世 (ギリシャ王) [1]            |
| イリニ | 父: パウロス1世 (ギリシャ王)  | 祖父: コンスタンティノス1世 (ギリシャ王)              | 曾祖母: オルガ (ギリシャ王妃) [2]                   |
| イリニ | 父: パウロス1世 (ギリシャ王)  | 祖母: ソフィア (ギリシャ王妃)                         | 曾祖父: フリードリヒ3世 (ドイツ皇帝) [3]            |
| イリニ | 父: パウロス1世 (ギリシャ王)  | 祖母: ソフィア (ギリシャ王妃)                         | 曽祖母: ヴィクトリア (ドイツ皇后) [4]               |
| イリニ | 母: フリデリキ (ギリシャ王妃) | 祖父: エルンスト・アウグスト (ブラウンシュヴァイク公) | 曾祖父: エルンスト・アウグスト (ハノーファー王太子) |
| イリニ | 母: フリデリキ (ギリシャ王妃) | 祖父: エルンスト・アウグスト (ブラウンシュヴァイク公) | 曾祖母: テューラ・ア・ダンマーク [5]                |
| イリニ | 母: フリデリキ (ギリシャ王妃) | 祖母: ヴィクトリア・ルイーゼ                          | 曾祖父: ヴィルヘルム2世 (ドイツ皇帝) [6]            |
| イリニ | 母: フリデリキ (ギリシャ王妃) | 祖母: ヴィクトリア・ルイーゼ                          | 曾祖母: アウグステ・ヴィクトリア                    |

1. デンマーク国王クリスチャン9世とヘッセン＝カッセル＝ルンペンハイム方伯女ルイーゼの次男で、兄はデンマーク国王フレゼリク8世、姉は イギリス国王エドワード7世妃アレクサンドラ、妹はロシア皇帝アレクサンドル3世皇后マリア・フョードロヴナ及び[5]
2. ロシア皇帝ニコライ1世の次男コンスタンチン大公とアレクサンドラ・イオシフォヴナ大公妃の長女
3. [6]の父
4. イギリス女王ヴィクトリアとアルバートの長女
5. [1]の妹
6. [3]の長男